# Santa Maria degli Angeli

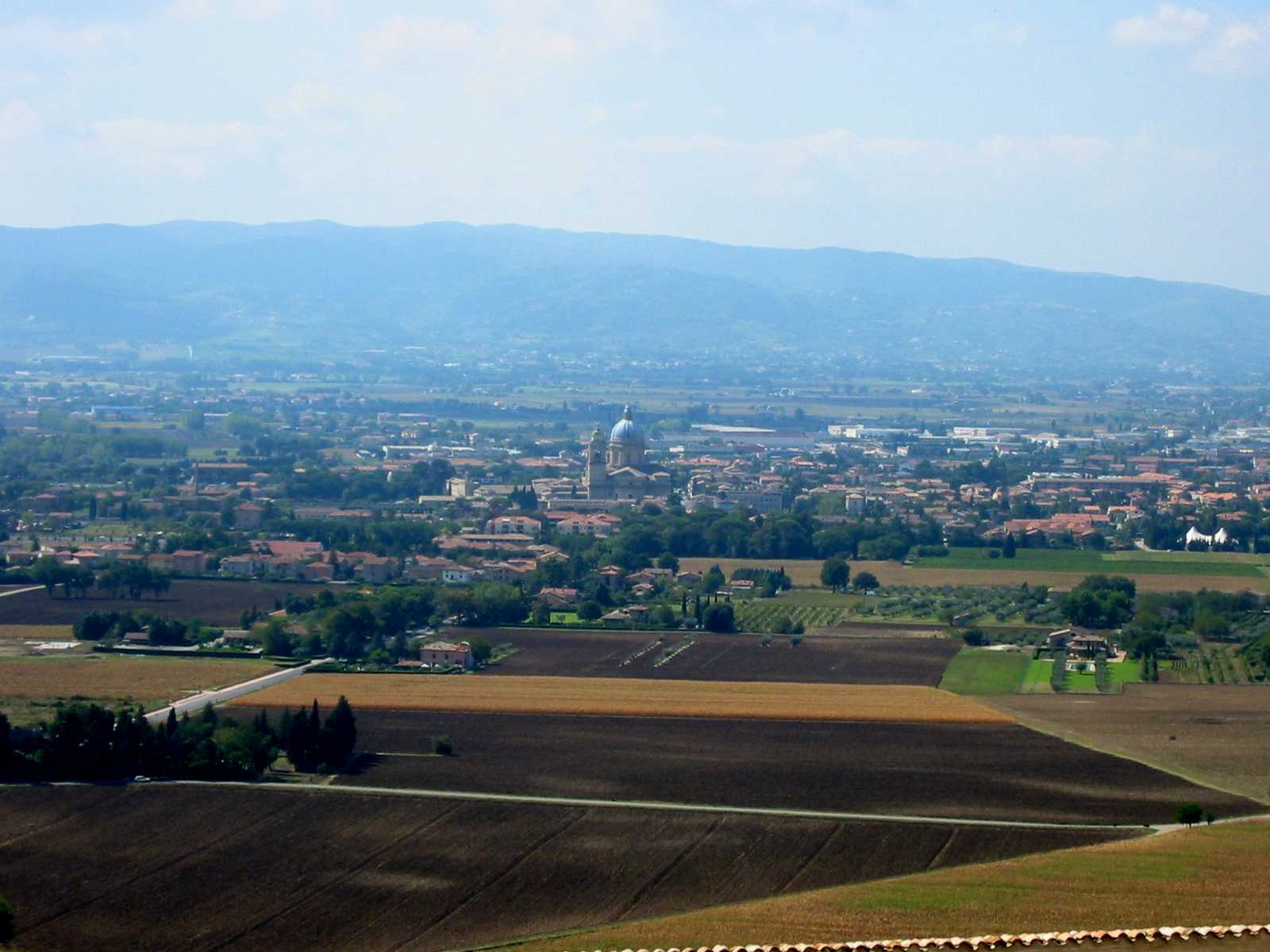
Vista panorámica de Santa Maria degli Angeli

Para la basílica homónima de Roma, véase también Basílica de Santa Maria degli Angeli e dei Martiri.
Santa Maria degli Angeli es una localidad del municipio italiano de Asís, en la provincia de Perugia (Umbría).
Tiene cerca de 11.000 habitantes, que hacen de ella la población más populosa del municipio. Geográficamente situado cerca de 4 kilómetros al sur respecto a la ciudad de Asís, yace enteramente sobre la llanuera del Valle Umbra.

## Historia

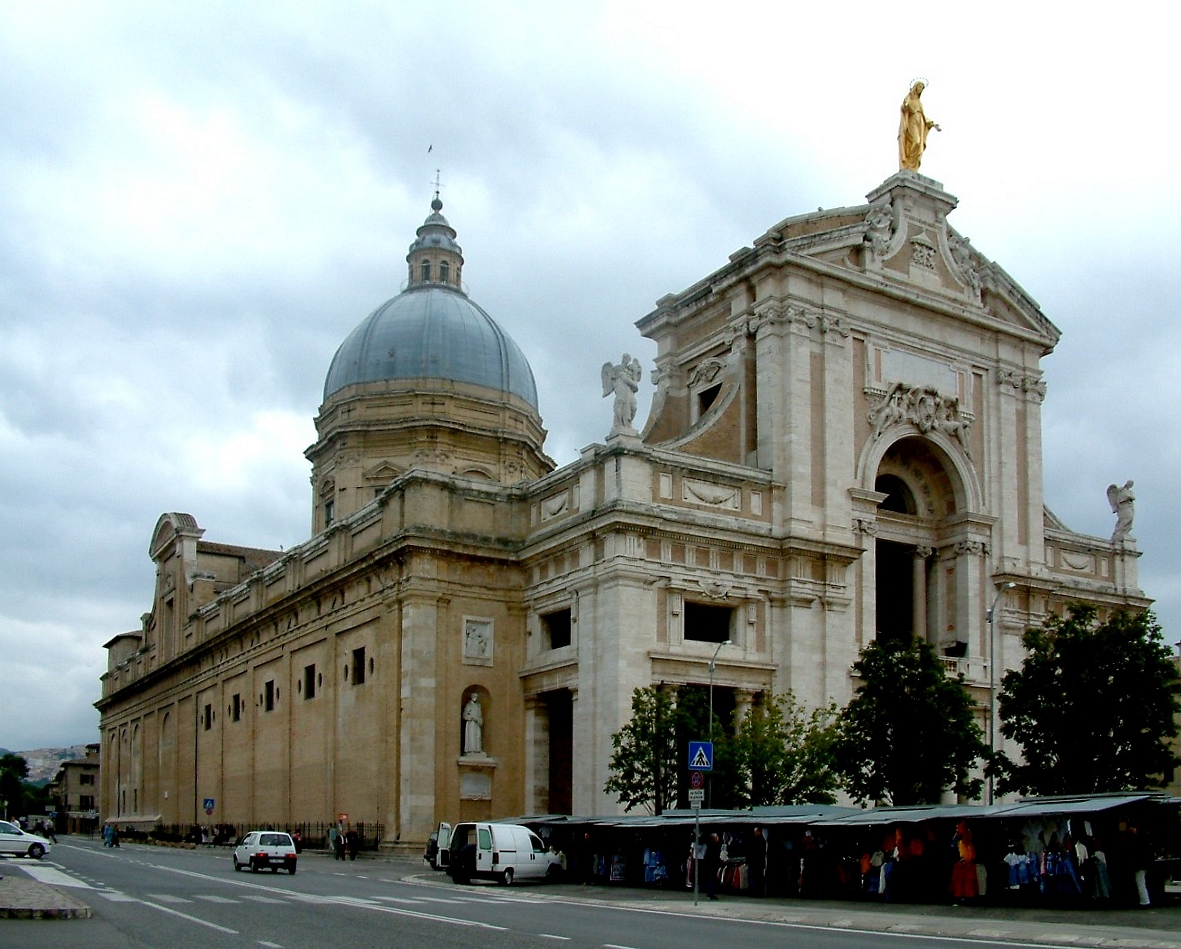
La basílica de Santa Maria degli Angeli

En el año 576, fue edificada aquí una pequeña capilla de los benedictinos del monasterio de San Benito del Monte Subasio. En torno al año 1000, la zona era conocida con el nombre de Cerreto di Porziuncle, por la presencia de una vasta zona boscosa. La capilla fue restaurada por san Francisco en el siglo XII, que allí murió en 1226: desde entonces se identificó con el nombre de capilla de la Porciúncula. 
En el siglo XVI se construyó aquí una basílica, dedicada a Santa María de los Ángeles, de la que el lugar tomó su nombre definitivo. Actualmente, esta localidad se denomina normalmente Gli Angeli y los habitantes se llaman angelani. 

El nombre del lugar fue utilizado por los misioneros franciscanos españoles, en 1781, para bautizar la ciudad californiana de Los Ángeles.

## Monumentos y lugares de interés

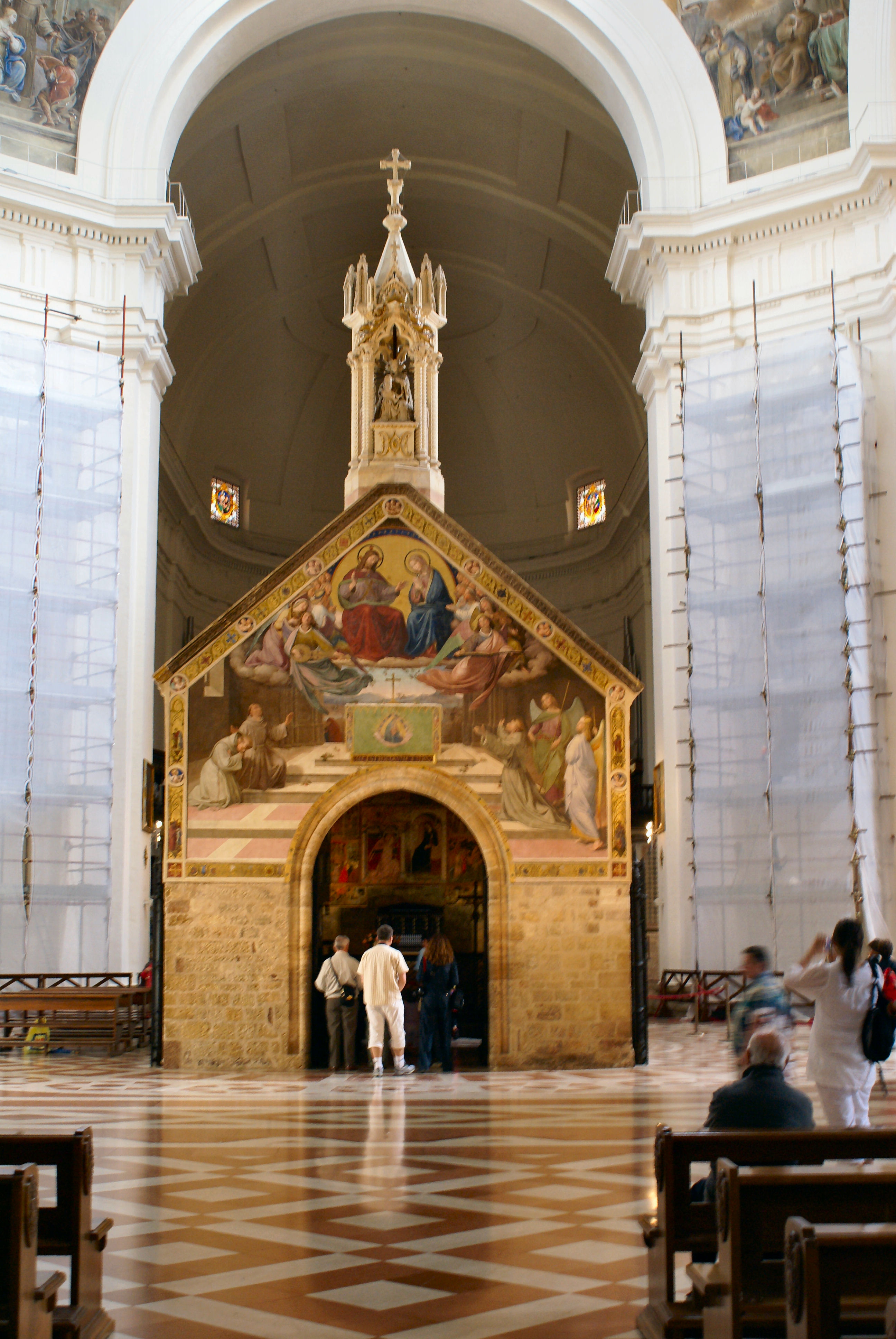
La Porciúncula, vista desde la nave central de la basílica.

- Porciúncula (siglo XIII), una de las tres iglesias restauradas por san Francisco de Asís, y en la que murió;
- Basílica de Santa Maria degli Angeli (1684), imponente iglesia (116 x 65 m, con cúpula de 75 m de alta) en estilo barroquizante, proyectada por Galeazzo Alessi;
- Fontana delle Ventisei Cannelle (1610), hecha construir sobre el lado de la basílica por la familia Médici de Florencia;
- Palazzo del Capitano del Perdono (1617), situado junto a la basílica, es un palacio de dos plantas, con una bella fachada caracterizada por una doble logia con arcos. Era la sede del oficial que controlaba la riada de peregrinos que se reunía con ocasión de la fiesta del Perdón;
- Strada Mattonata (años noventa), sendero monumental de casi 3 kilómetros que une Santa Maria degli Angeli con la acrópolis de Asís, recalcando el trazado de un antiguo recorrido;
- Teatro Lyrick (años noventa), moderno teatro de 1000 asientos (escenario de 40 x 17 m), proyectado por el arquitecto Morandi (escuela de Nervi).